# Christian Blattl der Ältere
Christian Blattl der Ältere (* 13. November 1776 in St. Johann in Tirol; † 1856 in Fieberbrunn) war ein österreichischer Schützenhauptmann und Tiroler Freiheitskämpfer.

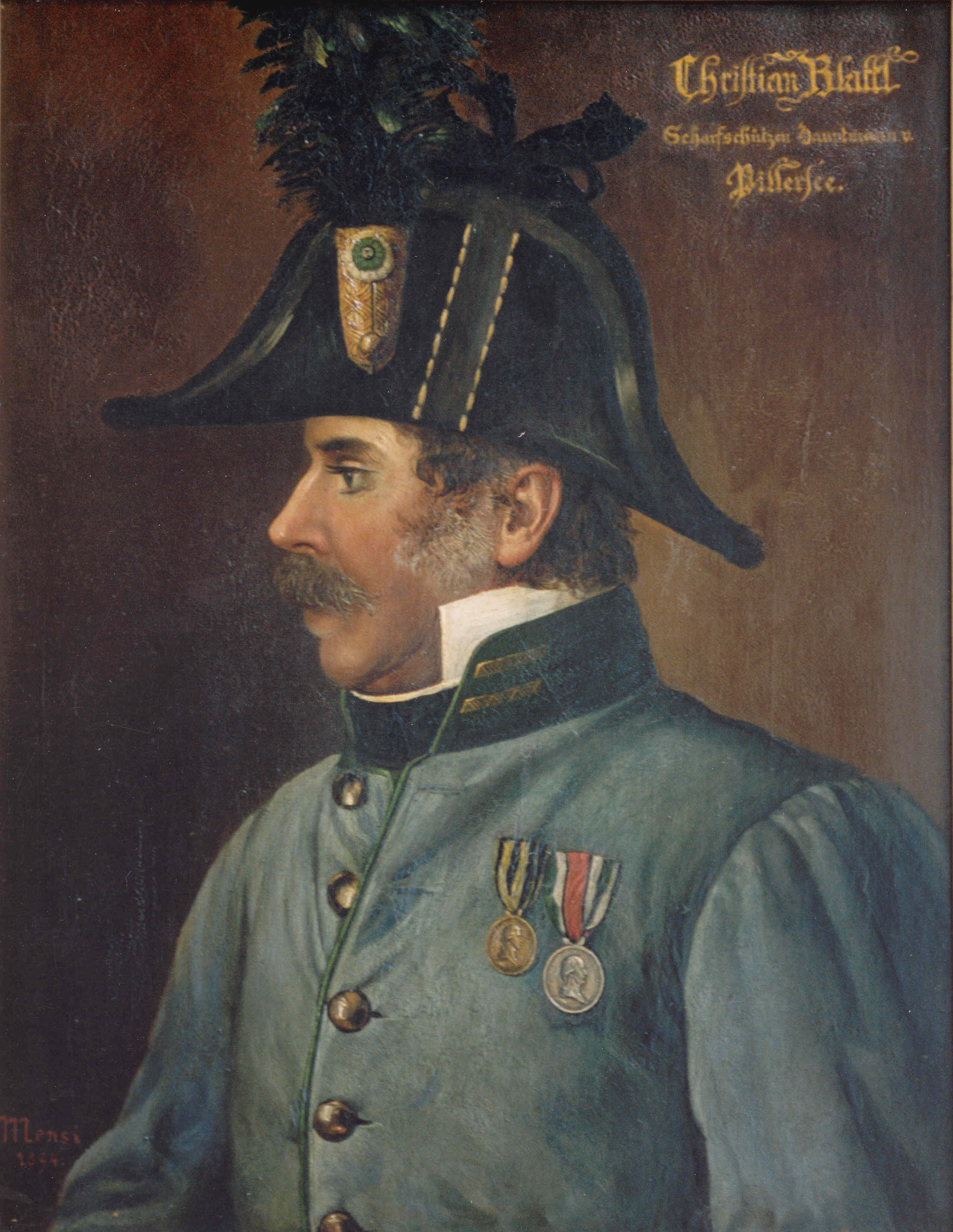
Christian Blattl der Ältere

## Leben
Christian Blattl der Ältere wurde am 13. November 1776 am Bauernhof Wilhelmstätt in St. Johann in Tirol geboren. Er war der dritte Sohn von Georg Blattl und Maria geborene Aigner.
Der Vater übergab den Hof an den ältesten Sohn Johann, doch kaufte Christian Blattl seinem Bruder das elterliche Anwesen ab. Er war dann einige Jahre lang selbst Bauer zu Wilhelmstätt, konnte den Hof aber nicht halten und musste ihn verkaufen. Mit dem Erlös erstand er das etwas kleinere Anwesen Rain in Fieberbrunn. So scheint Christian Blattl 1802 im Ehebuch der Pfarre Fieberbrunn bereits als Besitzer zu Rain auf, als er die Bauerntochter zu Unterschneidern, Anna Bucher, heiratete. In den folgenden Jahren konnte er durch Sparsamkeit und Fleiß seinen Besitz wieder vergrößern. In historischen Berichten wird erwähnt, dass Christian Blattl immer wieder Teile seines Privatvermögens zur Unterstützung des Tiroler Freiheitskampfes einbrachte. Im Jahr 1809 wurde ihm von seinem Schwager das Elternhaus seiner Frau, Ober- und Unterschneidern in Fieberbrunn, sowie das Büchl-Steffl-Guetl in Fieberbrunn überschrieben, sodass er dadurch wieder zu einem wohlhabenden Grundbesitzer wurde.
Christian Blattl der Ältere war ein fleißiger Bauersmann und ständig bemüht, seinen Besitz zu vergrößern, wobei er offenbar auch kein Risiko scheute. In Fieberbrunn scheint er im Laufe seines Lebens als Besitzer folgender Höfe auf: Obing in Walchen, Tischlern, Ofenberg, Groderer in der Faistenau, Rain, Ober- und Unterschneidern sowie Büchl-Steffl. Um 1831 war er wirtschaftlich so gut gestellt, dass er auch sein Elternhaus Wilhelmstätt in St. Johann wieder zurück kaufen konnte. Dieses übergab er um 1841 an seinen einzigen Sohn Christian Blattl den Jüngeren (1805–1865). Die anderen Höfe wurden von den Töchtern übernommen.
Christian Blattl der Ältere und seine Frau Anna hatten sieben Kinder:
- Katharina (1803–1894), Besitzerin von Obing – verheiratet mit Stefan Berger
- Christian der Jüngere (1805–1865) Bauer zu Wilhelmstätt – Volkslieder-Dichter
- Elisabeth (1806–1811), verstarb im Kindesalter
- Maria (1808–1894), verheiratet mit Christian Schweinöster zu Schweinösten
- Anna (1811–1889), verheiratet mit Rupert Kapeller zu Niederfilzen
- Magdalena (1814–1892), Besitzerin von Ofenberg
- Elisabeth (1816–1888), Besitzerin von Tischlern – verheiratet mit Georg Graswander

Von den sieben Kindern Christian Blattls des Älteren hatten nur Christian der Jüngere und seine Schwester Anna, verheiratete Kapeller, Nachkommen.

## Freiheitskämpfer
Christian Blattl der Ältere ging als bedeutender Tiroler Freiheitskämpfer in die Geschichte ein und ist Namensgeber der Fieberbrunner Schützenkompanie. Bereits 1796/97 nahm Blattl an den Koalitionskriegen gegen das revolutionäre Frankreich als Schützenkorporal teil und erhielt für seinen mutigen Einsatz eine silberne Tapferkeitsmedaille. Für seinen besonderen Einsatz bei einem Gefecht in Windhausen am Inn erhielt er eine zweite Auszeichnung. 1805 nahm Christian Blattl als Feldwebel an der erfolgreichen Verteidigung des Passes Strub in der Kompanie von Rupert Wintersteller aus Kirchdorf teil.
Im Frühjahr 1809 stand die erste Pillerseer Schützenkompanie unter Hauptmann Simon Fiechter (Gasteigkrämer in Fieberbrunn) am Pass Strub. Blattl diente bei Fiechter als Fähnrich, wurde aber bald darauf zum Hauptmann der zweiten Pillerseer Kompanie gewählt, und Major Rupert Wintersteller vertraute Christian Blattl die Verteidigung des Passes Luftenstein südlich von St. Martin bei Lofer an. Er ließ den Pass besser und zweckmäßiger verschanzen und schaffte es dadurch, alle Angriffe am Pass Luftenstein abzuwehren.
Christian Blattl wurde von Major Rupert Wintersteller als Kurier eingesetzt und reiste im Auftrag der vier Pillerseegemeinden zu Andreas Hofer. Dieser riet, einträchtig zusammenzuhalten und bereit zu sein, für Gott, Religion und Vaterland alles zu opfern. Im Juli 1809 leistete Blattl mit seiner Pillerseer Kompanie Wachdienst am Vorposten Schmiedberg bei Kössen. Anfang September unternahm er einen tollkühnen Vorstoß nach Lend im Pinzgau. Dort konfiszierte er mit Waffengewalt beim Hüttenamt Blei, das für die Bayern bestimmt war, und brachte es nach Innsbruck. Andreas Hofer nahm die willkommene Munitionsverstärkung mit Freude an, lobte den tapferen Blattl und schenkte ihm einen Schimmel.
Schließlich stand Christian Blattl im Herbst 1809 bei Niederndorf am Inn und holte während dieser Zeit auf Befehl Winterstellers Schießpulver vom Pulvermacherbauern in Fieberbrunn. Nach dem endgültigen Zusammenbruch des Landes wurde Blattl als eine von zwölf Geiseln in der Festung Kufstein inhaftiert. Von dort entfloh er unter abenteuerlichen Umständen und trieb sich monatelang auf den winterlichen Almen umher, bis er schließlich amnestiert wurde und auf seinen Hof Rain in Fieberbrunn zurückkehren konnte.

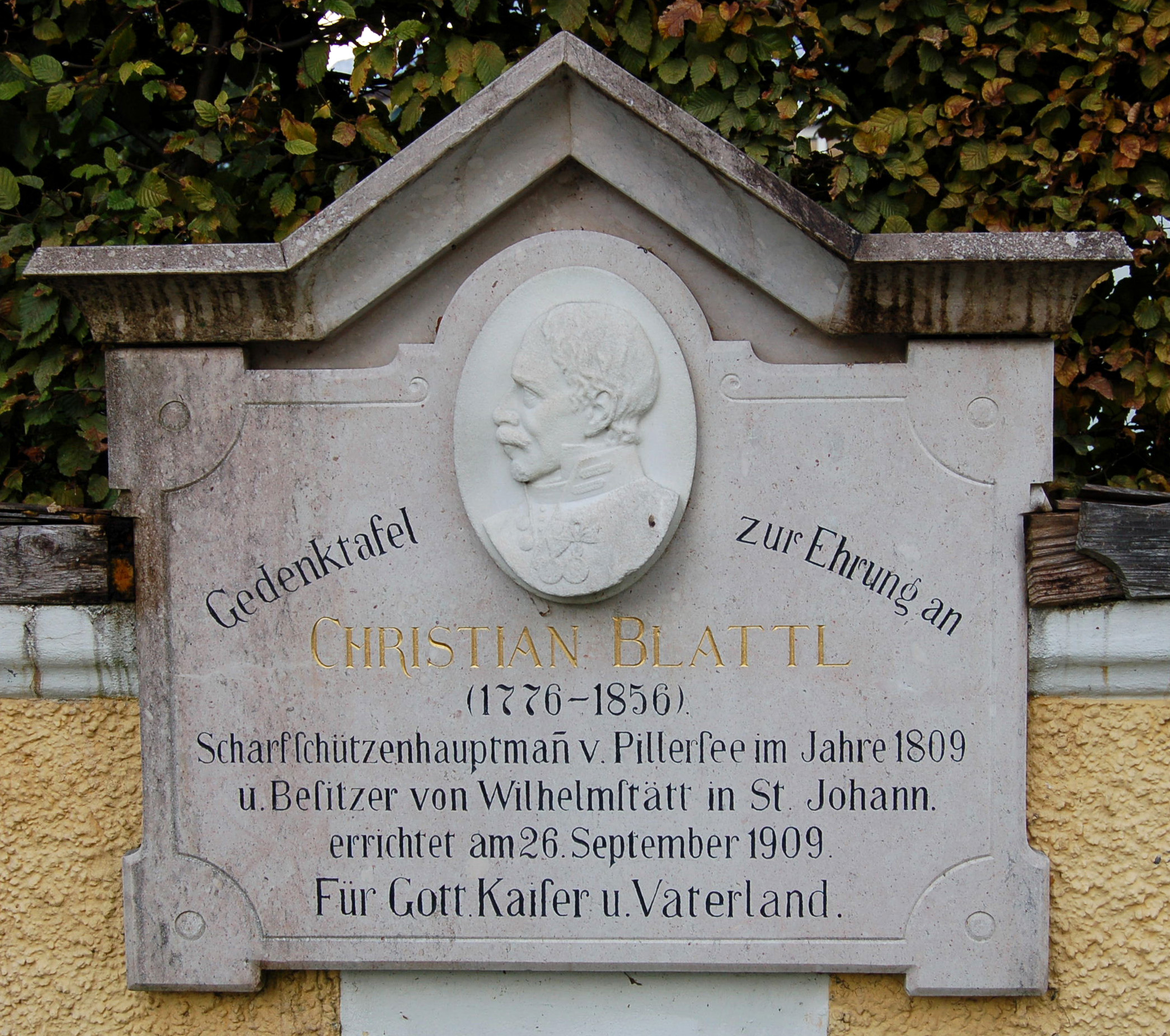
Gedenktafel an Christian Blattl den Älteren in St. Johann in Tirol

Als Würdigung für seine dem Vaterland geleisteten Dienste erhielt Christian Blattl 1834 die Konzession, in seinem Haus „Eiserne Hand“ an der Rotache ein Wirtshaus zu eröffnen. Dort verstarb er am 3. März 1856 im Alter von 79 Jahren.
In St. Johann in Tirol befindet sich an der Pfarrhofmauer neben dem Dechant-Wieshofer-Denkmal ein Gedenkstein, der an den Freiheitskämpfer Christian Blattl erinnert, und ihm zu Ehren wurde eine Straße als „Christian Blattl-Weg“ benannt.